# 66A busz (Budapest)
A budapesti 66A jelzésű autóbusz a Határ út metróállomás és Pesterzsébet, városközpont között közlekedett. A vonalat a Budapesti Közlekedési Zrt. üzemeltette.

## Története
A 2010-es BKV-sztrájk ideje alatt közlekedett a 66-os és a 66E busz helyett.

## Útvonala
| Pesterzsébet, városközpont felé | Határ út felé |
| --- | --- |
| Határ út M vá. – Határ út – Mártírok útja – Kossuth Lajos utca – Szent Imre herceg utca – Ferenc utca – Topánka utca – Pesterzsébet, városközpont vá. | Pesterzsébet, városközpont vá. – Topánka utca – Helsinki út – Határ út – Baross utca – Topánka utca – Szent Erzsébet tér – Kossuth Lajos utca – Mártírok útja – Határ út – Határ út M vá. |

## Megállóhelyei
Az átszállási kapcsolatok között csak a 2010-es BKV-sztrájk alatt közlekedett összes járat van feltüntetve, ezért előfordulhat, hogy két járat nem egy azon időben közlekedett!
| 0  | Határ út M végállomás                     | 17 | 123A, 194, 950A 50, 50A, 52 |
| 1  | Mészáros Lőrinc utca                      | 15 | 123A 52                     |
| 3  | Nagykőrösi út (Határ út)                  | 13 | 123A 3, 52                  |
| 4  | Mártírok útja (↓) Határ út (↑)            | 11 | 123A 3, 52                  |
| 5  | Hitel Márton utca (↓) Szigligeti utca (↑) | 10 | 123A                        |
| 6  | Kossuth Lajos utca (↓) Mártírok útja (↑)  | 9  | 123A                        |
| 7  | Tátra tér                                 | 7  |                             |
| 8  | Szent Erzsébet tér                        | 6  |                             |
| 9  | Ady Endre utca                            | 6  | 151A                        |
| ∫  | Pesterzsébet, városközpont                | 5  | 151A                        |
| ∫  | János utca                                | 4  |                             |
| ∫  | Baross utca                               | 3  |                             |
| ∫  | Pesterzsébet felső H                      | 1  | Ráckevei HÉV                |
| ∫  | Pesterzsébet, Baross utca                 | 0  | 151A                        |
| 10 | Pesterzsébet, városközpont végállomás     | 0  | 151A                        |